# Kronto
Kronto is een bestuurslaag in het regentschap Pasuruan van de provincie Oost-Java, Indonesië. Kronto telt 3862 inwoners (volkstelling 2010).